# Đỗ Đức Kính
Đỗ Đức Kính là Trung tướng Công an nhân dân Việt Nam. Uỷ viên Đảng ủy Công an Trung ương. Ông Nguyên là Chính ủy Bộ Tư lệnh Cảnh sát Cơ động (2014 - 2018). Thực hiện tinh giản biên chế, nên chức vụ Chính ủy đã bãi bỏ. Chỉ còn Tư lệnh và các Phó Tư lệnh Bộ Tư lệnh Cảnh sát Cơ động.

## Tiểu sử
Đỗ Đức Kính từng là Giám đốc Công an tỉnh Phú Thọ, ủy viên Ủy ban nhân dân tỉnh Phú Thọ nhiệm kì 2011-2016.
Ngày 12 tháng 3 năm 2014, Thiếu tướng Đỗ Đức Kính được bổ nhiệm giữ chức vụ Chính ủy Bộ Tư lệnh Cảnh sát Cơ động (Việt Nam).
Tháng 8 năm 2014, Thủ tướng Chính phủ Việt Nam đã phê chuẩn việc miễn nhiệm chức danh Ủy viên Ủy ban nhân dân tỉnh Phú Thọ nhiệm kì 2011-2016 của ông Đỗ Đức Kính.
Năm 2017, ông là Trung tướng, Chính ủy, Bí thư Đảng ủy Bộ Tư lệnh Cảnh sát Cơ động (Việt Nam).

## Phong tặng
- Huân chương Chiến công hạng Ba (2014)[3]